# Die, Rugged Man, Die
Die, Rugged Man, Die è l'album d'esordio del rapper statunitense R.A. the Rugged Man.

## Tracce
1. Lessons 3:52
2. Casanova (fly Guy)  3:47
3. A Star Is Born 4:25
4. Chains (featuring Masta Killa & Killah Priest  2:49
5. Dumb 3:31
6. On the Block 4:47
7. How Low 3:31
8. Mitch "Blood" Green (Interlude)  0:32
9. Midnight Thud 3:40
10. Black and White (featuring Timbo King)  3:42
11. Brawl 3:49
12. Die, Rugged Man, Die 4:01
13. Pick My Gun Up (Skit)  1:13
14. Da Girlz, They Luv Me 3:22
15. Make Luv Outro/I Shoulda Never (Hidden Track)  4:56